# NGC 3722
NGC 3722 is een elliptisch sterrenstelsel in het sterrenbeeld Beker. Het hemelobject werd in 1880 ontdekt door de Britse amateur astronoom Andrew Ainslie Common, en werd in 1886 verder onderzocht door de Amerikaanse astronoom Francis Preserved Leavenworth.

## Synoniemen
- MCG -1-30-5
- NPM1G -09.0437
- PGC 35746